# Geena Román
Geena Román (San José, Almería, 15 de diciembre de 1994) es una actriz española, conocida por sus papeles como Sissy en White Lines, Perla en Limbo... Hasta que lo decida y Eva en Vestidas de azul.

## Carrera
En 2018 Geena fue una de las protagonistas del documental de temática LGBT The Best Day Of My Life, dirigido por Fernando González Molina, y en el que también participó la actriz Abril Zamora.
Un año después, en 2019, actuó por primera vez en una serie de televisión, intrepentando un personaje menor en un episodio de Terror y feria.
De forma posterior se mudó durante seis meses a Argentina para participar en el rodaje de Limbo... Hasta que lo decida, en el que interpretó el papel de Perla.
En 2023 asumió uno de los roles principales en la serie web de Atresmedia Vestidas de azul, inspirada en la obra homónima de Valeria Vegas, en la que interpretó el papel de Eva Pérez de los Cobos.

## Filmografía

### Cine
| Año  | Título                  | Papel      | Notas      |
| ---- | ----------------------- | ---------- | ---------- |
| 2018 | The Best Day Of My Life | Ella misma | Documental |

### Televisión
| Año  | Título                       | Papel                       | Notas        |
| ---- | ---------------------------- | --------------------------- | ------------ |
| 2019 | Terror y feria               | Chica                       | 1 episodio   |
| 2020 | White Lines                  | Sissy                       | 4 episodios  |
| 2020 | Veneno                       | Recepcionista del tanatorio | 1 episodio   |
| 2022 | Limbo... Hasta que lo decida | Perla                       | 10 episodios |
| 2023 | Vestidas de azul             | Eva                         | 7 episodios  |
| 2024 | Eva & Nicole                 | Deborah                     | 5 episodios  |